# El Superpare: fòbia a les altures
El Superpare: fòbia a les altures (títol original en danès, Far til fire - på toppen) és una pel·lícula familiar danesa-noruega del 2017 dirigida per Martin Miehe-Renard a partir d'un guió de Lars Mering i Claudia Boderke. S'ha doblat i subtitulat al català.
La pel·lícula és la novena de la sèrie de noves pel·lícules (després del canvi de mil·lenni). El repartiment de la pel·lícula també és nou en comparació amb les pel·lícules anteriors. Martin Brygmann havia format part prèviament del repartiment de la franquícia, però assumeix el paper de Pare després de Jesper Asholt.

## Repartiment
- Martin Brygmann com el pare
- Thomas Bo Larsen com l'oncle Anders
- Elton Rokahaim Møller com a Lille Per
- Laura Lavigne Bie-Olsen com a Mie
- Mingus Hellemann Hassing com a Ole
- Coco Hjardemaal com la germana
- Anne Sofie Espersen com a Louise
- Yrsa Bjarup Riis com a Ida
- Lukas Toya com a Peter
- Josefine Lindegaard com a Emma
- Jacob Riising com el cap